# プリデイン物語
『プリデイン物語』（プリデインものがたり、英語：The Chronicles of Prydain）は、ロイド・アリグザンダーによる児童向け文学作品。5冊のシリーズである。物語は、豚飼育補佐という地位を与えられるが英雄とならんと望む「タラン」と「エイロヌイ」王女、吟遊詩人の「フルダー・フラム」、「ガーギ」と呼ばれるものによる冒険が中心である。未熟な青年だったタランが冒険によって、いろいろな物事を知り成長する過程が描かれたものとなっている。物語の背景に善と悪の戦いをおいているあたりは、「指輪物語」の系列に属するファンタジーといってよい。
日本では評論社より出版されている。翻訳は神宮輝夫。
絵本形式の『コルと白ぶた』、『フルダー・フラムとまことのたてごと』は、絶版となっていて図書館で閲覧する以外に読むことは困難であったが、2016年に新装版で復刻された。

## 世界観
物語のかなりの部分はマビノギオンを下敷きにしており、ドンの息子ギディオンやアローンなどは直接にそこから取られている。地勢についても、作者が第1巻後書きに「ブリデインとウエールズの間に、どこか似たところがある」かも知れないと書いてあり、これを想定していることが窺える。

## シリーズ作品
- タランと角の王 （The Book Of Three）
  - アローンの手先、「角の王」の出現に、タランが初めての冒険に出る。
- タランと黒い魔法の釜 （The Black Cauldron）
  - 不死者を作る黒い釜の奪回にギディオンらはアヌーブンに侵入、しかしそれは既にそこに無かった。タランは偶然この釜を手に入れ、カー・ダルベンまで運ぼうとする。
- タランとリールの城 （The Castle of Llyr）
  - 王女エイロヌイはモーナ島に送られることになる。タランがそれに付き添い、この島でエイロヌイをねらった事件に立ち向かう。
- 旅人タラン （Taran Wanderer）
  - タランはエイロヌイへの求婚を考えるが、自分の出自がわからないのが気になり、それを求めて旅に出る。
- タラン・新しき王者 （The High King）　ニューベリー賞受賞
  - ギディオンらはアローンの軍勢との戦に破れ、カー・ダスルは落ちる。最後の希望は、空きになっているはずのアヌーブンを直接に攻めるだけと、タランらは不死者を追う。
- 絵本シリーズ（別館）
  - コルと白ぶた（Coll and His White Pig）
  - フルダー・フラムとまことのたてごと（The Truthful Harp）

## 主な登場人物
- タラン（Taran） - 主人公、豚飼育補佐。カー・ダルベン（Caer Dallben）から旅に出たがっている。
- エイロヌイ（Princess Eilonwy） - 王女、アクレンの城で捕らわれたタランと出会う。
- フルダー・フラム（Fflewddur Fflam） - 吟遊詩人。大言壮語すると切れてしまう弦のある竪琴を持っている。
- ガーギ（Gurgi） - 毛むくじゃらの奇妙な生きもの。
- ドーリ（Doli） - 妖精の国の小人、姿を消す力をギディオンから授かりタランたちを助ける。
- エイディレグ王（Eiddileg） - ドーリの国の王、気難しい。
- ギディオン（Gwydion） - ドン家の王子、王子だが決して若くはない、居城はカー・ダスル（Caer Dathyl）。
- ダルベン（Dallben） - 379歳の預言者だが、オルデュとオルウェンとオルゴクにはダルベン坊やと呼ばれている。
- コル（Coll） - 頭が禿げ上がっている。実は古強者。タランを豚飼育補佐とする。
- ヘン・ウェン（Hen Wen） - 白ぶた。予言を行う。
- メリンラス（Melynlas） - タランの馬。
- メリンガー（Melyngar） - ギディオンの馬。
- モルガント王 - ギディオンの同盟者。
- スモイト王 - ギディオンの同盟者、居城はカー・カダルン（Caer Cadarn）。
- エリディル（Ellidyr） - タランと張り合う王子。
- アダオン（Adaon） - 魔法の釜の探索行でタラン、エリディルを指揮する。
- アローン - 死の国アヌーブン、アローンの王、角の王、不死身（Cauldron-Born）を操る。アンヌンのアラウンを参照。
- アクレン（Achren） - 渦巻き城（Spiral Castle）の女王。
- 角の王（Horned King） - ヘン・ウェンを追う、アローンの部下。
- メドウィン（Medwyn） - 動物と話すことができる。
- オルデュ&オルウェン&オルゴク（Orddu, Orwen and Orgoch） - モルヴァの沼地（Marshes of Morva）に住む3人の魔女。